# Tsugiyoshi Ota
Pour les articles homonymes, voir Ota.
Tsugiyoshi Ota (1892-1984), Meijin 10e Dan Iaido (居合道) fait partie des rares pratiquants ayant accédé au titre de Meijin délivré par la prestigieuse Kokusai Budoin.